# Leichtathletik-Europameisterschaften 2014/Teilnehmer (Deutschland)
| Gelbes Symbol für Goldmedaillen mit stilisierten Olympischen Ringen | Graues Symbol für Silbermedaillen mit stilisierten Olympischen Ringen | Braundes Symbol für Bronzemedaillen mit stilisierten Olympischen Ringen |
| ------------------------------------------------------------------- | --------------------------------------------------------------------- | ----------------------------------------------------------------------- |
| 4                                                                   | 1                                                                     | 3                                                                       |

Der Deutsche Leichtathletik-Verband nominierte am 30. Juli 2014 insgesamt 47 Teilnehmerinnen und 46 Teilnehmer für die Leichtathletik-Europameisterschaften 2014 im Schweizer Zürich, die vom 12. bis 17. August stattfanden.
Große mediale Aufmerksamkeit erregte die Nichtnominierung in das 93-köpfige Aufgebot des mit Beinprothese startenden Weitspringers Markus Rehm, der vier Tage zuvor deutscher Meister geworden war. Noch vor Beginn der Wettkämpfe sagte der Stabhochspringer Malte Mohr seinen Start wegen technischer Probleme ab. Die als Ersatzläufer für die Staffeln benannten Nadine Gonska, Inna Weit, Christian Blum und Patrick Domogola kamen zu keinem Einsatz.
Mit acht Podestplätzen erzielte die deutsche Mannschaft die schwächste Medaillenbilanz seit der Wiedervereinigung. Mit David Storl und Robert Harting gelang zwei deutschen Athleten die erfolgreiche Titelverteidigung.

## Liste der nominierten Teilnehmer
| Disziplin        | Deutschland                                                                                                 | Deutschland                                                                                         |
| Disziplin        | Männer | Frauen                                                                                              |
| ---------------- | --- | --------------------------------------------------------------------------------------------------- |
| 100 m            | Julian Reus (Halbfinale) Lucas Jakubczyk (5.) Sven Knipphals (Halbfinale)                                   | Verena Sailer (Halbfinale) Tatjana Pinto (Halbfinale) Rebekka Haase (Halbfinale)                    |
| 200 m            | Robin Erewa (Halbfinale) Aleixo-Platini Menga (Halbfinale) Julian Reus (DNS)                                | —                                                                                                   |
| 400 m            | Kamghe Gaba (6.)                                                                                            | Esther Cremer (Halbfinale)                                                                          |
| 800 m            | Dennis Krüger (Halbfinale)                                                                                  | —                                                                                                   |
| 1500 m           | Timo Benitz (7.) Homiyu Tesfaye (5.) Florian Orth (10.)                                                     | Diana Sujew (8.)                                                                                    |
| 5000 m           | Arne Gabius (7.) Richard Ringer (4.)                                                                        | Maren Kock (15.)                                                                                    |
| 10.000 m         | Arne Gabius (DNS)                                                                                           | Sabrina Mockenhaupt (6.)                                                                            |
| Marathon         | André Pollmächer (8.)                                                                                       | Sabrina Mockenhaupt (DNF) Katharina Heinig (28.) Mona Stockhecke (22.)                              |
| 100 m Hürden     | — | Nadine Hildebrand (6.) Cindy Roleder Franziska Hofmann (Halbfinale)                                 |
| 110 m Hürden     | Matthias Bühler (Halbfinale) Gregor Traber (Halbfinale) Erik Balnuweit (Halbfinale)                         | —                                                                                                   |
| 400 m Hürden     | Felix Franz (5.) Varg Königsmark (7.)                                                                       | Christiane Klopsch (Halbfinale)                                                                     |
| 3000 m Hindernis | Steffen Uliczka (7.) Martin Grau (13.)                                                                      | Antje Möldner-Schmidt Gesa Felicitas Krause (5.) Jana Sussmann (Vorlauf)                            |
| Hochsprung       | — | Marie-Laurence Jungfleisch (5.)                                                                     |
| Stabhochsprung   | Tobias Scherbarth (Qualifikation) Malte Mohr (DNS) Karsten Dilla (9.)                                       | Lisa Ryzih (4.) Carolin Hingst (10.) Katharina Bauer (Qualifikation)                                |
| Weitsprung       | Christian Reif (8.) Sebastian Bayer (Qualifikation) Julian Howard (Qualifikation)                           | Malaika Mihambo (4.) Sosthene Moguenara (9.) Melanie Bauschke (6.)                                  |
| Dreisprung       | — | Kristin Gierisch (9.) Katja Demut (Qualifikation) Jenny Elbe (11.)                                  |
| Kugelstoßen      | David Storl                                                                                                 | Christina Schwanitz Lena Urbaniak (8.)                                                              |
| Diskuswurf       | Robert Harting Martin Wierig (11.) Daniel Jasinski (7.)                                                     | Shanice Craft Julia Fischer (5.) Anna Rüh (4.)                                                      |
| Hammerwurf       | — | Betty Heidler (5.) Kathrin Klaas (4.) Carolin Paesler (10.)                                         |
| Speerwurf        | Thomas Röhler (12.) Andreas Hofmann (9.)                                                                    | Linda Stahl Katharina Molitor (9.) Christin Hussong (7.)                                            |
| Siebenkampf      | — | Lilli Schwarzkopf (5.) Claudia Rath (8.) Carolin Schäfer (4.)                                       |
| Zehnkampf        | Kai Kazmirek (6.) Rico Freimuth (7.) Arthur Abele (5.)                                                      | —                                                                                                   |
| 20 km Gehen      | Christopher Linke (5.) Hagen Pohle (15.) Nils Christopher Gloger (27.)                                      | |
| 50 km Gehen      | Carl Dohmann (15.)                                                                                          | —                                                                                                   |
| 4 × 100 m        | Julian Reus Lucas Jakubczyk Sven Knipphals Alexander Kosenkow Ohne Einsatz: Christian Blum Patrick Domogala | DNF Verena Sailer Tatjana Pinto Rebekka Haase Josefina Elsler Ohne Einsatz: Nadine Gonska Inna Weit |
| 4 × 400 m        | (6.) Kamghe Gaba Thomas Schneider Miguel Rigau Jonas Plass Im Vorlauf: David Gollnow                        | (6.) Esther Cremer Ruth Sophia Spelmeyer Lena Schmidt Lara Hoffmann Im Vorlauf: Janin Lindenberg    |